# 巴尼特足球俱乐部
班列特足球會（英語：Barnet Football Club）是位於英格蘭大倫敦北部巴尼特的足球會，成立於1888年，初時參加業餘聯賽，直到1965年才轉為半職業，班列特於2013/14年球季搬遷到毗鄰哈羅區的蜂巢運動場作為主場。球隊於2014/15年球季第三次奪得英格蘭足球議會全國聯賽冠軍，降班兩年後重返英格蘭足球乙級聯賽。現於英格蘭足球全國聯賽作賽。
部分巴尼特球員獲英超聯俱乐部賞識而被收購，其中包括（Dougie Freedman，水晶宮）、（Marlon King，屈福特/韋根/高雲地利/伯明翰城）、（Linvoy Primus，雷丁／樸茨茅夫）及（富咸／伯明翰城／列斯聯／米禾爾）等。在退役前亦曾效力班列特。

## 大事紀年
| 年 份   | 事 項                                                                                           |
| ------- | ----------------------------------------------------------------------------------------------- |
| 1897    | 參加倫敦聯賽（London League）                                                                   |
| 1906    | 與阿尔斯通工厂（Alston Works）合併成巴尼特及阿尔斯通（Barnet & Alston）                         |
| 1912    | 雅典人聯賽（Athenian League）創始成員。在戰時名字改回巴尼特                                     |
| 1929-30 | 雅典人聯賽亞軍                                                                                  |
| 1930-31 | 雅典人聯賽冠軍                                                                                  |
| 1931-32 | 雅典人聯賽冠軍（第二次）                                                                        |
| 1937-38 | 雅典人聯賽亞軍                                                                                  |
| 1945-46 | 業餘足總盃（F.A. Amateur Cup）冠軍                                                              |
| 1946-47 | 雅典人聯賽冠軍（第三次）                                                                        |
| 1947-48 | 業餘足總盃亞軍。雅典人聯賽冠軍（第四次）                                                        |
| 1958-59 | 業餘足總盃亞軍。雅典人聯賽冠軍（第五次）                                                        |
| 1959-60 | 雅典人聯賽亞軍                                                                                  |
| 1961-62 | 雅典人聯賽亞軍                                                                                  |
| 1962-63 | 雅典人聯賽亞軍                                                                                  |
| 1963-64 | 雅典人聯賽冠軍（第六次）                                                                        |
| 1964-65 | 雅典人聯賽冠軍（第七次）                                                                        |
| 1965-66 | 參加南部聯賽（Southern League）的甲組聯賽。南部聯賽甲組聯賽冠軍，升級超聯組（Premier Division） |
| 1969-70 | 晉級足總錦標四強                                                                                |
| 1971-72 | 溫布萊決賽0-3負於史泰福特流浪（Stafford Rangers），足總錦標亞軍                                 |
| 1975    | 南部聯賽超聯組排第廿一位，降級北區甲組（Division One North）                                    |
| 1976-77 | 轉往南區甲組（Division One South）。南部聯賽南區甲組聯賽冠軍，升級超聯組                        |
| 1979-80 | 聯盟超級聯賽（Alliance Premier League）創始成員                                                 |
| 1986-87 | 聯盟超級聯賽更名議會聯賽（Conference）。議會聯賽亞軍                                            |
| 1987-88 | 議會聯賽亞軍                                                                                    |
| 1989-90 | 議會聯賽亞軍                                                                                    |
| 1990-91 | 議會聯賽冠軍，升級丁組聯賽                                                                      |
| 1991-92 | 丁組聯賽排第七位，附加賽第一輪兩回合累計1-2負於黑池                                             |
| 1992-93 | 超聯成立，丁組改組為丙組〈IV〉。丙組〈IV〉聯賽季軍，升級乙組〈III〉                             |
| 1994    | 乙組〈III〉排第廿四位，降級丙組〈IV〉                                                           |
| 1997-98 | 丙組〈IV〉排第七位，附加賽第一輪兩回合累計2-3負於                                               |
| 1999-00 | 丙組〈IV〉排第六位，附加賽第一輪兩回合累計1-5負於                                               |
| 2001    | 丙組〈IV〉排第廿四位，降級議會聯賽                                                              |
| 2003-04 | 議會聯賽排第四位，附加賽第一輪兩回合累計2-2，十二碼3-5負於                                      |
| 2004-05 | 議會聯賽更名議會全國聯賽（Conference National）。議會全國聯賽冠軍（第二次），升級英乙           |
| 2012-13 | 英乙排名廿三位，降班全國聯                                                                      |
| 2014-15 | 議會全國聯賽冠軍（第三次），升級英乙                                                            |
| 2017-18 | 英乙排名廿三位，降班全國聯                                                                      |
| 2024-25 | 議會全國聯賽冠軍（第四次），升級英乙                                                            |

## 球會近況
參見2015年至2016年英格蘭足球乙級聯賽
- 2015年5月11日，第四度執教球隊的马丁·艾伦（Martin Allen）於帶隊升班重返英格蘭足球聯賽後，獲提供滾動新約[4]。

### 盃賽成績
| 圈數             | 日期          | 主／客   | 對賽球隊 | 紀錄                         |
| 聯 賽 盃         | 聯 賽 盃      | 聯 賽 盃 | 聯 賽 盃 | 聯 賽 盃                     |
| ---------------- | ------------- | -------- | -------- | ---------------------------- |
| 第一圈           | 2015年8月11日 | 客       |          | 勝2-1 （页面存档备份，存于） |
| 第二圈           | 2015年8月25日 | 客       | 狼隊     | 負1-2 （页面存档备份，存于） |
| 聯 賽 錦 標      |               |          |          |                              |
| 第一圈（南區西） | 2015年9月1日  | 客       |          | 負0-1 （页面存档备份，存于） |
| 足 總 盃         |               |          |          |                              |
| 第一圈           | 2015年11月7日 | 主       | 黑池     | 勝2-0 （页面存档备份，存于） |
| 第二圈           | 2015年12月5日 | 主       | 新港郡   | 負0-1 （页面存档备份，存于） |

## 主場球場

### 蜂巢運動場
蜂巢運動場（The Hive Stadium）是位於英格蘭大倫敦外倫敦自治市哈羅區市郊教士公園（Canons Park） 內的5,233座體育場，前身是｢愛德華王子遊樂場｣ （Prince Edward Playing Fields），是班列特和欖球隊倫敦野馬（London Broncos）的新主場球場，而班列特的女子隊倫敦蜜蜂（London Bees）亦在此作賽。
愛德華王子遊樂場（PEPF）舊址的體育場興建工程於2003年開始，原本是用作石威德（Wealdstone）的主場球場，但僅一年後因為石威德的興建球場項目伙伴清盤，而導致工程中途停工，其時球場草坪已經平整，而3,000座的體育場亦已七成完成。哈羅區議會（Harrow London Borough Council）於2006年決定重新招標，班列特的標書獲得採納而可以將地盤重新發展。2009年班列特以蜂巢（The Hive）為名的新訓練場和優材中心由和揭幕。其後在這44英亩場地陸續增建不同的設施，包括1個宴會廂房、酒吧和酒廊，並有1個供球員使用亦對外開放的健身房。2011年12月班列特官方宣佈離開山腳運動場的意願，並證實2012/13年是最後一季在山腳運動場作賽。2013年2月，英格蘭足球聯賽批准班列特遷移到蜂巢新建的體育場。
班列特由2013年夏季開始獲得10年租約進駐蜂巢運動場，所以球場興建增加入場觀眾的設施以臨時性質為主，當中2,700座的西看台是鋼構建築物，僅花了6星期便完工，於球隊遷離後可以拆除。班列特的長遠目標是重返班列特區興建一座萬人體育場。

## 會徽及綽號
班列特現時的會徽在1950年代設計，盾牌下方是巴尼特的青山，上方的紅玫瑰、白玫瑰及交叉的雙劍代表1471年在當地展開玫瑰战争的巴尼特戰役（Battle of Barnet）。
球隊綽號「蜜蜂」（The Bees）一方面反映傳統所穿著黃黑間條球衣，亦可能來自早年在主場球場附近的養蜂場。

## 球會榮譽
- 南部聯賽甲組聯賽冠軍：1966年
- 南部聯賽盃冠軍：1972年；亞軍：1967年
- 南部聯賽南區甲組聯賽冠軍：1977年
- 足球議會聯賽冠軍：1991年、2005年、2015年、2025年
- 足球議會聯賽亞軍：1987年、1988年、1990年
- 足總錦標亞軍：1972年
- 足總盃最佳成績第 4 圈：2007年、2008年

## 著名球員
- （Junior Agogo）
- 尼基·拜利（Nicky Bailey）
- （Tony Cottee）
- （Darren Currie）
- 埃德加·戴维斯（Edgar Davids）
- 丹尼尔·迪奇奥（Danny Dichio）
- （Dougie Freedman）
- 莫尔加罗·戈米斯（Morgaro Gomis）
- （Mark Gower）
- （Jimmy Greaves）
- （Fitz Hall）
- 利安·夏卓（Liam Hatch）
- （Trésor Kandol）
- （Marlon King）
- 西蒙·京治（Simon King）
- （Alan Pardew）
- （Linvoy Primus）
- 白賴仁·史甸（Brian Stein）
- （Maik Taylor）
- （Paul Warhurst）
- 保罗·弗隆（Paul Furlong）

## 註腳
1. ↑  . harrowobserver.co.uk. 2013-02-12  [2013-04-22] （英语）.
2. ↑  . barnetfc.com.   [2025-04-29]. （原始内容存档于2021-06-10）.
3. ↑  . BBC Sport. 2012-07-20  [2013-04-22]. （原始内容存档于2012-08-31） （英语）.
4. ↑  . BBC Sport. 2015-05-11  [2015-05-12]. （原始内容存档于2015-05-14） （英语）.
5. ↑  .   [2015-04-30]. （原始内容存档于2014-11-02）.
6. ↑  .   [2015-05-01]. （原始内容存档于2016-03-04）.
7. ↑  .   [2015-04-30]. （原始内容存档于2013-02-15）.

## 外部連結
- 班列特官方網站